# Bahnstrecke Greenfield–Turners Falls
| Streckenlänge: | 4,5 km               |                                               |                                               |
| Spurweite: | 1435 mm (Normalspur) |                                               |                                               |
| |                      |                                               |                                               |
| Gesellschaft: | zuletzt BM           |                                               |                                               |
| \| \| \| von Troy und East Northfield \| \| \| \| \| Greenfield MA \| \| \| \| \| \| \| \| \| \| nach Springfield \| \| \| \| \| Connecticut Valley St. Ry. (Montague City Rd) \| \| \| \| 0,0 \| nach Fitchburg (Turners Falls Junction) \| nach Fitchburg (Turners Falls Junction) \| \| \| \| Connecticut Valley St. Ry. (Montague City Rd) \| \| \| \| \| Connecticut River \| \| \| \| 1,5 \| Riverbank \| Riverbank \| \| \| 2,5 \| Montague City MA \| Montague City MA \| \| \| \| Montague Power Canal \| \| \| \| 4,5 \| Turners Falls MA \| Turners Falls MA \| |                      |                                               |                                               |
| Abzweig geradeaus und von rechts |                      | von Troy und East Northfield                  | von Troy und East Northfield                  |
| Dienststation / Betriebs- oder Güterbahnhof |                      | Greenfield MA                                 | Greenfield MA                                 |
| Abzweig geradeaus und nach links · Strecke von rechts |                      |                                               |                                               |
| Kreuzung geradeaus unten · Strecke nach rechts |                      | nach Springfield                              | nach Springfield                              |
| Kreuzung geradeaus oben (Querstrecke außer Betrieb) |                      | Connecticut Valley St. Ry. (Montague City Rd) | Connecticut Valley St. Ry. (Montague City Rd) |
| Abzweig ehemals geradeaus und nach rechts | 0,0                  | nach Fitchburg (Turners Falls Junction)       | nach Fitchburg (Turners Falls Junction)       |
| Kreuzung (Strecken außer Betrieb) |                      | Connecticut Valley St. Ry. (Montague City Rd) | Connecticut Valley St. Ry. (Montague City Rd) |
| Brücke über Wasserlauf (Strecke außer Betrieb) |                      | Connecticut River                             | Connecticut River                             |
| Haltepunkt / Haltestelle (Strecke außer Betrieb) | 1,5                  | Riverbank                                     | Riverbank                                     |
| Bahnhof (Strecke außer Betrieb) | 2,5                  | Montague City MA                              | Montague City MA                              |
| Brücke über Wasserlauf (Strecke außer Betrieb) |                      | Montague Power Canal                          | Montague Power Canal                          |
| Kopfbahnhof Streckenende (Strecke außer Betrieb) | 4,5                  | Turners Falls MA                              | Turners Falls MA                              |

Die Bahnstrecke Greenfield–Turners Falls (auch Turners Falls Branch) ist eine Eisenbahnstrecke in Massachusetts (Vereinigte Staaten). Sie ist 4,5 Kilometer lang und verbindet die Städte Greenfield und Montague. Die normalspurige Strecke ist stillgelegt.

## Geschichte
Im Norden der Stadt Montague hatten sich am Connecticut River in der Siedlung Turners Falls einige Industriebetriebe angesiedelt, die nach einem Eisenbahnanschluss strebten. Am 19. Februar 1866 erhielt die Turner's Falls Branch Railroad Company eine Konzession zum Bau einer Eisenbahnstrecke von Turners Falls nach Deerfield, wo sie an die Strecke der Connecticut River Railroad anschließen sollte. Da die Vermont and Massachusetts Railroad, deren Hauptstrecke durch den Süden von Montague führte, ein Interesse daran hatte, dass die neue Strecke an ihre eigene Hauptstrecke angeschlossen wird, kaufte sie die Bahngesellschaft am 19. März 1869 auf und baute die Strecke in eigener Regie. Sie ging am 1. Januar 1871 in Betrieb.
1874 übernahm die Fitchburg Railroad die Vermont&Massachusetts und damit die Betriebsführung auf der Strecke. Die Boston and Maine Railroad übernahm ihrerseits 1900 die Fitchburg. Sie stellte den Personenverkehr nach Turners Falls bereits 1913 ein, nachdem eine Straßenbahnstrecke auf der Montague City Road und der Avenue A eröffnet worden war. Im März 1936 zerstörte ein Hochwasser die Brücke der Strecke über den Connecticut River, sodass auch der Güterverkehr eingestellt werden musste. Statt die Brücke wieder aufzubauen, erwarb die Boston&Maine ein Mitbenutzungsrecht für die ebenfalls Turners Falls Branch genannte Bahnstrecke der New York, New Haven and Hartford Railroad nach Turners Falls. Erst 1947 wurde die Strecke jedoch offiziell stillgelegt. Ein Teil nahe dem Abzweig Turners Falls Junction diente noch viele Jahre als Anschlussgleis, ist jedoch ebenfalls abgebaut.

## Streckenbeschreibung
Die Strecke zweigt in Greenfield östlich der Montague City Road aus der Bahnstrecke Fitchburg–Greenfield ab und führt in nördliche Richtung. Sie überquert die Montague City Road und kurz darauf den Connecticut River. Sie führt nun unmittelbar am Flussufer bzw. im weiteren Verlauf am Montague Power Canal entlang. In Turners Falls überquert die Strecke zunächst den Kanal, um an dessen Nordufer entlang bis zum Endbahnhof zu führen. Die Brücke über den Kanal trägt heute eine Rohrleitung. Die Strecke am südlichen Kanalufer dient als Radweg. Nördlich der Kanalbrücke dient die Trasse als Zufahrt zu den Gebäuden entlang der Strecke.

## Personenverkehr
1881 verkehrten fünf Zugpaare von Greenfield nach Turners Falls, die nur werktags angeboten wurden. Bis 1893 kam noch ein zusätzliches Zugpaar hinzu. Als jedoch die Straßenbahn auf der Montague City Road eröffnet wurde, kürzte die Bahngesellschaft das Angebot und 1901 verkehrte nur noch ein Zugpaar im Berufsverkehr, früh in Richtung Turners Falls, nachmittags nach Greenfield. 1913 endete der Personenverkehr auf der Strecke.